# Трубіївський ліс
Трубіївський ліс — лісовий заказник місцевого значення в Україні. Об'єкт розташований на території Ружинського району Житомирської області, ДП «Коростишівський лісгосп АПК», Андрушівське лісництво (квартал 86, виділи 2, 3, 4)
Площа 40,4 га. Статус отриманий у 2018 році. 
Заказник розташований у долині річки Роставиця. Має велике водоохоронне та ґрунтозахисне значення. Значну цінність у заказнику мають різноманітні ценози чорно-вільхових лісів різного гідрологічного режиму: малинові, кропивові, побережноосокові, гостровидноосокові, лісокомишові. Має цінність гніздування орлана-білохвоста. Зростає кілька видів цінних рослин, зокрема гніздівки звичайної та коручки морозникоподібної.